# Houjia (ort i Kina, Sichuan Sheng, lat 32,12, long 106,60)
Houjia (kinesiska: 候家) är en ort i Kina. Den ligger i provinsen Sichuan, i den sydvästra delen av landet, omkring 290 kilometer nordost om provinshuvudstaden Chengdu. Antalet invånare är 11 241. Befolkningen består av 5 656 kvinnor och 5 585 män. Barn under 15 år utgör 22,0 %, vuxna 15-64 år 66 %, och äldre över 65 år 11,0 %.
Runt Houjia är det ganska tätbefolkat, med 172 invånare per kvadratkilometer. Närmaste större samhälle är Mumen, 6,7 km väster om Houjia. I omgivningarna runt Houjia växer i huvudsak blandskog.
Genomsnittlig årsnederbörd är 1 375 millimeter. Den regnigaste månaden är juli, med i genomsnitt 309 mm nederbörd, och den torraste är december, med 3 mm nederbörd.